# Пісня за піснею (фільм, 2017)
«Пісня за піснею» (англ. Song to Song) — американський фільм, сценарій до якого написав та зняв Терренс Малік. Стрічка була знята в 2012 році без завершеного сценарію. Тривалий час фільм провів на стадії пост-продакшну. Світова прем'єра відбулась 10 березня 2017 року на фестивалі SXSW.

## Сюжет
Фільм розповість про двох пересічних любовних трикутників. Це історія про сексуальну одержимість і зраду на тлі музичної сцени в Остіні, штат Техас.

## У ролях
- Раян Гослінг — BV
- Майкл Фассбендер — Кук
- Руні Мара — Фей
- Наталі Портман — Ронда
- Кейт Бланшетт — Аманда
- Lykke Li — Lykke
- Вел Кілмер — Дуейн
- Береніс Марло — Зої
- Голлі Гантер — Міранда
- Том Старрідж — брат BV
- Лінда Емонд — мати BV

### Камео
Зіграли вигадані версії самих себе:
- Флоренс Велч
- Патті Сміт
- Іггі Поп
- Neon Indian
- Джон Лайдон
- Флі
- Ентоні Кідіс
- Чед Сміт
- Джош Клінггоффер
- Великий Фріда

## Випуск
Прем'єра фільму відбулась 10 березня 2017 року у рамках фестивалю SXSW, що традиційно проходить щороку в американському місті Остін, штат Техас. У США фільм вийшов у прокат 17 березня 2017 року. Стрічка стане доступною на Blu-ray та DVD дисках у США 4 липня 2017 року.